# Novecientos noventa y nueve
999 (novecientos noventa y nueve) es un número natural que sigue al 998 y precede al 1000.

## Propiedades matemáticas
- Es un número de Harshad.
- Es un número de Kaprekar.
- Es un repdigit en las bases 10 y 36.
- Es un número palindrómico en las bases 10, 14 (515 14) y 36 (RR 36).
- el número entero decimal de 3 dígitos más grande.

## Simbología y numerología
En la numerología de la religión parodia Iglesia de los subgenios, el número 999 representa a Bob Dobbs.